# 조커 (프로게이머)
조커(본명: 조재읍, 1991년 12월 11일 ~ )는 대한민국의 전직 리그 오브 레전드 프로게이머이다. 현재 프로게임단 지도자로 활동하고 있다. 선수 시절 포지션은 서포터, 아이디는 Joker였다. 현재 인빅투스 게이밍의 감독이다.

## 선수 시절
2017년 1월 4일, 팀 배틀코믹스에 입단하면서 프로 커리어를 시작했다. 챌린저스 시절 팀의 주전 서포터로 활동했다. 2018 서머 시즌 팀의 챌린저스 준우승에 기여했다. 이어진 승강전에서도 팀의 챔피언스 승격에 기여했다.
2019 스프링 시즌에는 팀의 주전 서포터로 자리매김하면서 팀의 포스트시즌 진출에 기여했다. 서머 시즌에서도 팀의 주전으로 활동했다.
2020시즌에는 고릴라가 영입되면서 서브 선수로 활동했다.

## 지도자 생활
2020 스프링 승강전을 앞두고 소속팀인 샌드박스 게이밍의 코치로 부임했다. 2022년 시즌 종료 후 코치직에서 물러났다.
2023시즌을 앞두고 인빅투스 게이밍의 감독으로 부임했다.

## 소속팀

### 선수
| # | 팀명          | 소속 기간             | 소속 리그 | 비고 |
| - | ------------- | --------------------- | --------- | ---- |
| 1 | 팀 배틀코믹스 | 2017.01.04~2020.04.20 | CK LCK    |      |

### 지도자
| # | 팀명            | 직책 | 소속 기간             | 소속 리그 | 비고 |
| - | --------------- | ---- | --------------------- | --------- | ---- |
| 1 | 샌드박스 게이밍 | 코치 | 2020.04.20~2022.10.17 | LCK       |      |
| 2 | 인빅투스 게이밍 | 감독 | 2022.12.16~           | LPL       |      |

## 수상 내역
- 리그 오브 레전드 챌린저스 코리아 서머 2018 준우승
- 2019 LoL KeSPA컵 울산 준우승